# Генеральний директор
Генеральний директор (ГД) —  найвища адміністративна посада, найвищий директор. Ця особа є верховним керівником фірм, компаній, агентств незалежно від розміру (майбутньої впливовості) організації. Термін для деяких корпоративних службовців в бізнес-операціях. Крім того, може бути офіційною назвою деяких керівників підприємств, найчастіше в закладах громадського харчування.

## Опис посади
Генеральний директор повинен знати:
1. чинне законодавство про працю та регулювання підприємництв;
2. основи Кодексу законів про працю України;
3. категорії, правила і стандарти сертифікації товарів і послуг у торгівлі;
4. як виконується купівля, зберігання, постачання, транспортування, реалізації продовольчих і непроводовльчих товарів, закони про якість та безпеку товарів населенню;
5. міжнародне торговельне право;
6. норми та вимоги міжнародних організацій про торгівлю;
7. кредитно-банківських та фінансовий механізми, податкову політику держави, систему страхування тощо;
8. основи роботи бірж та банківських установ;
9. цілі та стратегії інших об'єднань підприємництв на зовнішньому та внутрішньому ринку;
10. методи комплексної діагностики фінансово-господарської діяльності;
11. методи прогнозування та вироблення стратегії розвитку об'єднання підприємництв у торгівлі та в цілому та складових частин;
12. комп'ютерні системи обробки даних, комплексної фінансово-господарської діяльності діагностики;
13. психологічні та естетичні аспекти ведення переговорів;
14. соціологію організацій та психологічні особливості діяльності трудових колективів;
15. регулювання та керування працівників нижчих рівнів;
16. основи теорії кооперації системи та прогнозування;
17. стратегії маркетингу, логістики, фінансового менеджменту;
18. основи бухгалтерського обліку;
19. основи психології та етики торгівлі;
20. координування обліку та звітності;
21. державну мову та мову міжнародного спілкування - англійську;
22. правила та норми охорони праці, особистої гігієни, протипожежного захисту, виробничої санітарії.

Кваліфіковані вимоги:
1. мати повну вищу освіту (магістр, спеціаліст) в одним із напрямків підготовки «Економіка та підприємство», «Менеджмент», «Торгівля»;
2. післядипломну освіту в галузі керування, за винятком напрямку підготовки «Менеджмент»;
3. стаж роботи зі працівниками нижчих рівнів для: спеціалістів – не менше 5 років, магістрів – не менше 3.

Завдання:
1. контролює над усіма видами діяльності в об'єднані підприємств;
2. організує роботу на отримання прибутку;
3. аналізує та оцінює розвиток в соціально-економічних процесів та інших галузь економіки;
4. вирішує питання розвитку підприємства;
5. розробляє рекомендації щодо вдосконалення прогнозної, аналітичної, планової, фінансової, економічної діяльності;
6. постійно підвищує професійну кваліфікацію;
7. планує засідання Ради директорів та їхній регламент – кількість часу проведення;
8. підвищує ефективність своєї організації;
9. забезпечує законність дій та дисципліну;
10. вирішує інші питання в межах наданої влади та доручає виконування того чи іншого іншим посадовим особам.

Окрім цього, у генерального директора є наступні права:
1. ознайомлюватися зі проектами підприємства, що стосуються генерального;
2. брати участь в обговорення питань, що стосуються обов'язків генерального;
3. вносити пропозиції виправлення недоліків і виявлення тих самих;
4. вимагати від керівництва підприємства створення умови виконання обов'язків генерального.

Генеральний директор несе відповідальність за:
1. належне виконування обов'язків;
2. кримінальні порушення;
3. завдання матеріальної шкоди.